# Ludita villosa
Ludita villosa (Syn.: Tiphia villosa bzw. Tiphia morio) ist ein Hautflügler aus der Familie der Rollwespen (Tiphiidae).

## Merkmale
Die Wespen haben eine Körperlänge von 10 bis 13 Millimeter (Weibchen) bzw. 9 bis 12 Millimeter (Männchen). Die Tiere sind schwarz gefärbt. Die Schenkel (Femora) der hinteren beiden Beinpaare sind bei den Weibchen mehr verdickt als bei den Männchen. Die Schienen (Tibien) sind dornig. Die Vorderflügel besitzen zwei Diskoidalzellen und zwei Cubitalzellen. Die Seitenfelder des Propodeums sind matt. Das zweite Tergit ist hinter der gerippten Furche basal mit einer stufigen Kante versehen. 

## Vorkommen und Lebensweise
Die Art ist in Nordafrika, Südeuropa und selten auch in Mitteleuropa sowie England verbreitet. Sie fliegt von Anfang April bis Ende Juli. Die Larven parasitieren die Larven des Südlichen Getreide-Laubkäfers (Anisoplia austriaca) und von Amphimallon solstitialis.

## Belege